# Cabina telefònica

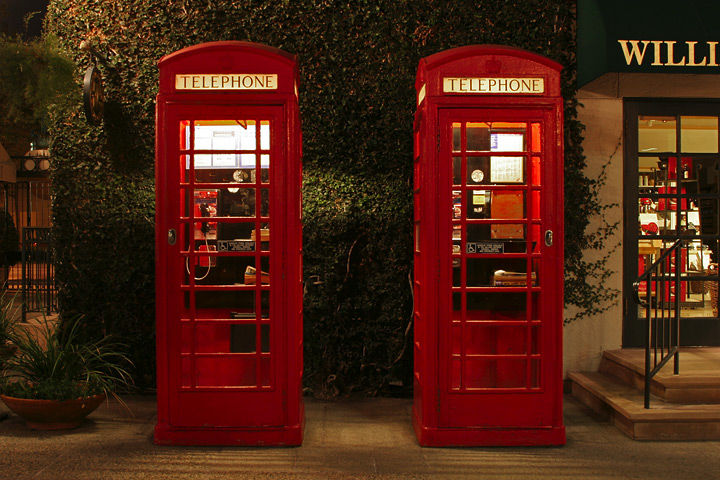
Les cabines telefòniques vermelles típiques al Regne Unit

Una cabina telefònica és una petita estructura que en el seu interior conté un telèfon públic. El disseny més conegut de les cabines telefòniques són les vermelles usades a diverses ciutats del món. Estan fetes tant per a salvaguardar la privadesa de qui les usa com també perquè l'usuari no es mulli quan plou o fa mal temps. Són sovint objecte de vandalisme quan no hi ha ningú, ja que estan localitzades principalment al carrer.
Les cabines telefòniques es troben en vies de desaparició per falta de rendibilitat malgrat ser considerades com un servei universal en el Dret europeu.

## Estat espanyol

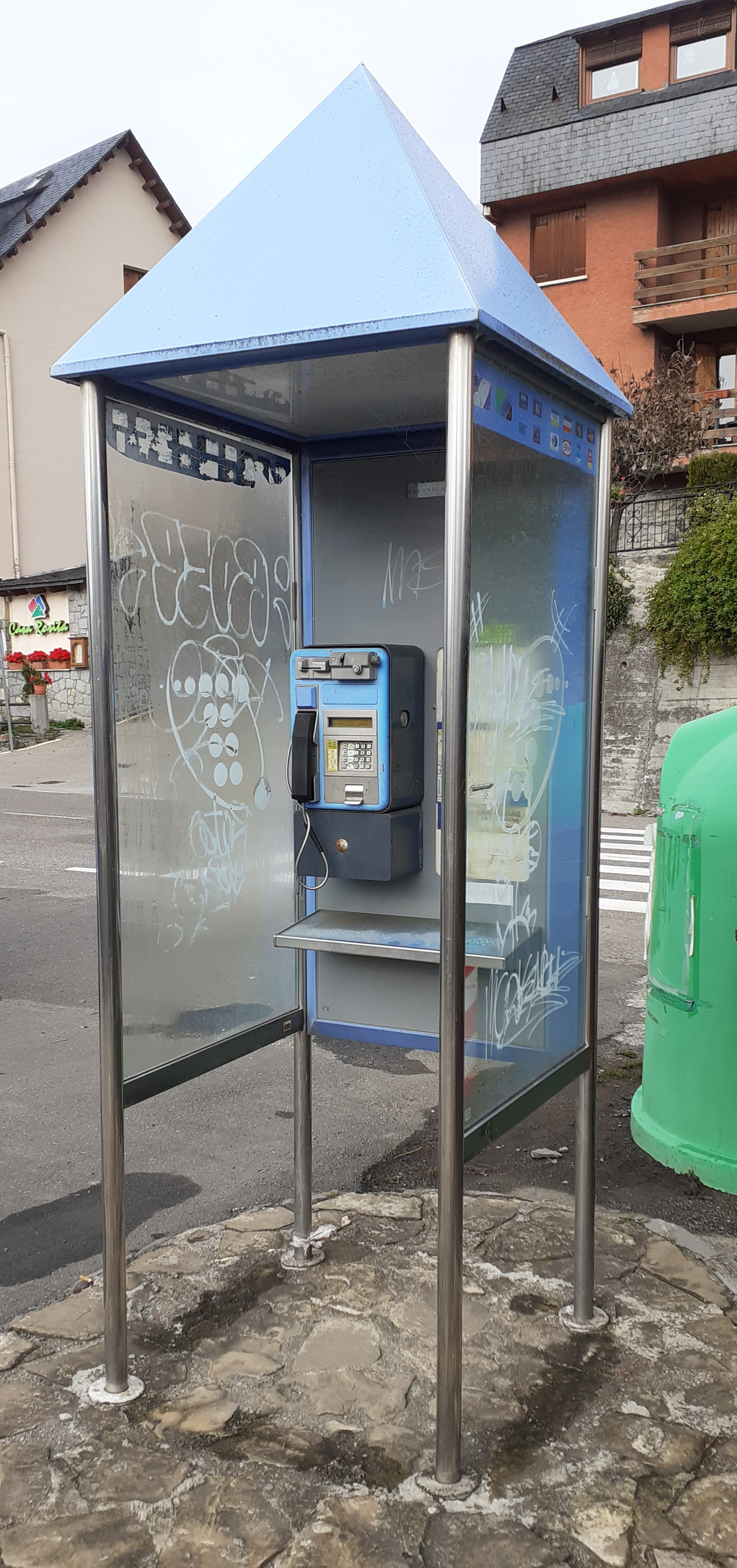
Cabina de telèfon en desús a Grist

A l'Estat espanyol, tot i que en desús, es podien utilitzar les cabines de Telefónica per a recarregar el saldo de les targetes de prepagament de telefonia mòbil. Per a això, calia marcar el 03, després penjar, marcar el codi de l'operador, introduir les monedes, el número del telèfon mòbil i prémer la tecla «OK».

## VoIP en cabines telefòniques
Un servei que pot trobar-se incorporat en certes cabines telefòniques d'alguns països és la tecnologia VoIP.